# 37 mm armata przeciwpancerna A7 Škoda
Škoda A7 – armata przeciwpancerna kalibru 37 mm zaprojektowana w Czechosłowacji przed wybuchem II wojny światowej, stanowiła uzbrojenie czeskiego czołgu lekkiego TNH-PS, który służył także w armii niemieckiej jako PzKpfw 38(t) oraz LTS.
W służbie niemieckiej armata ta otrzymała oznaczenia 3.7 cm Kampfwagenkanone 38(t).